# シェーネンベルク＝キューベルベルク
シェーネンベルク＝キューベルベルク (独: Schönenberg-Kübelberg)はドイツ連邦共和国 ラインラント＝プファルツ州クーゼル郡にある町村。シェーネンベルク＝キューベルベルク連合自治体 (独: Verbandsgemeinde Schönenberg-Kübelberg) の行政庁所在地である。
ラインラント＝プファルツの自治体再編に合わせて、1969年7月7日に、シェーネンベルク、キューベルベルク、シュミットヴァイラー(Schmittweiler)そしてザント(Sand)が合併して成立した。
現在では、クーゼル郡南部の経済的な中心地となっていて、人口の面でも最大の自治体である。

## 姉妹都市
- - Szabadszállás （ハンガリー）